# Маніфест хакера
Маніфест хакера (англ. The Conscience of a Hacker) — короткий документ від 8 січня 1986 написаний хакером Лойдом Бланкеншіпом (англ. Loyd Blankenship), відомим як «Наставник» (англ. The Mentor). Документ написано після арешту його автора та вперше опубліковано у підпільному електронному журналі Phrack, том перший, випуск 7, phile 3/10.
Маніфест є наріжним каменем хакерської культури та допомагає зрозуміти психологію перших хакерів. Згідно з маніфестом, хакери самореалізуються через навчання, не знайшовши собі місця у традиційному суспільстві, яке не розуміє їхню геніальність. Маніфест також документує досвід просвітлення хакера, що вперше розуміє на що він здатний у світі комп'ютерів.
Досі маніфест слугує путівником для хакерів зі всього світу, особливо для початківців. Він встановлює етичну основу для хакерської діяльності, стверджуючи цінності свободи інформації, інтелектуального пошуку та справедливих цін, як такі, що можуть виправдовувати протизаконні дії.
Стаття, що вперше опублікувала маніфест, згадується у фільмі «Хакери», хоч і помилково приписується 2600 а не Phrack. Маніфест також розповсюджувався у коробках CD комп'ютерної гри Uplink, та дав назву книзі професора медіа студій МакКензі Варка (McKenzie Wark) «A Hacker Manifesto».
«Наставник» зачитав маніфест у рамках своєї доповіді на конференції H2K2.